# 奥特曼 (游戏)
《奥特曼》是一款由Bec制作、万代发行的格斗游戏。本游戏于1991年4月6日在日本地区超级任天堂发行。于1991年10月在北美地区发行。
地球特搜队承担着保卫地球的任务。与此同时，超大个头的奥特曼也在帮助着人物抵御怪兽的入侵。奥特曼是一个巨大的战士保卫着整个宇宙的和平。
由于本游戏难度过高并且画面比较差，游戏收到众多负面评价。